# Internationales Urheberrecht (Deutschland)
Das Internationale Urheberrecht der Bundesrepublik Deutschland ist ein Teilgebiet des Internationalen Privatrechts. Es setzt sich aus dem Fremdenrecht, das bestimmt, wem überhaupt urheberrechtlicher Schutz zukommen soll, und dem Kollisionsrecht, das bestimmt, welchen Staates Recht zur Anwendung kommt, zusammen.

## Territorialitätsprinzip und Universalitätsprinzip
Im wissenschaftlichen Diskurs stehen sich Territorialitätsprinzip und Universalitätsprinzip gegenüber. Ersteres beschränkt die Wirksamkeit des subjektiven Rechts auf das Territorium eines Staates. Historisch steht es in Einklang mit der Auffassung, dass das Urheberrecht als staatliches Privileg wie jeder Hoheitsakt nur innerhalb der staatlichen Grenzen Wirkung entfalten könne. Demnach kann in Deutschland ein subjektives Recht nur nach deutschem Recht und im Ausland nur nach ausländischem Recht verletzt werden. Freilich können deutsche Gerichte dennoch bei Vorliegen der Internationalen Zuständigkeit das Urheberrecht fremder Staaten anwenden und dort eine Verletzung feststellen. Die Wirkung des Territorialitätsprinzip erschöpft sich somit nach herrschender Meinung in seiner fremdenrechtlichen Dimension; kollisionsrechtlich macht es keine Aussage.
Nach neuerer Mindermeinung hat sich das Territorialitätsprinzip mit der naturrechtlichen Anerkennung des Urheberrecht überlebt. Es entstünde mit Schaffung des Werkes universell und werde wie andere subjektive absolute Rechte (etwa das Eigentum) lediglich positivrechtlich ausgestaltet. In der Folge Friedrich Carl von Savignys sei die Lehre des Statutenrechts, auf das Gesetz nicht auf das subjektive Recht abzustellen, überholt und bilde einen Fremdkörper im Internationalen Privatrecht. Zudem führe es zur gezielten Benachteiligung von Ausländern, deren Vereinbarkeit mit Art. 3 GG zweifelhaft sei (aA BVerfGE 81, 208 (224)). Innerhalb der EG bestätigte der EuGH 1993 die Unvereinbarkeit des deutschen Fremdenrechts mit Art. 12 EGV.

## Fremdenrecht
§ 120 Abs. 1, S. 1 UrhG bestimmt, dass deutschen Urhebern nach deutschem Recht stets urheberrechtlicher Schutz zukommt. Deutschen gleichgestellt sind EU-Ausländer nach § 120 Abs. 2 UrhG. In Fällen mehrfacher Staatsangehörigkeit setzt sich die deutsche Staatsangehörigkeit durch. Der Verlust der deutschen Staatsangehörigkeit hat auf die zuvor geschaffenen Werke keinen Einfluss. Bei Erwerb der deutschen Staatsangehörigkeit wirkt diese auch auf früher geschaffene Werke zurück. Analog § 136 UrhG soll in diesen Fällen jedoch Verwerter, die auf die Gemeinfreiheit vertraut haben, geschützt werden.

## Kollisionsrecht
In Deutschland ist das Kollisionsrecht für das Urheberrecht nur partiell geregelt. Mit dem Art. 8 Abs. 1 Rom II-VO wurde eine neue Kollisionsnorm für Urheberrechtsverletzungen geschaffen. Im Geltungsbereich der Rom II-VO gilt danach das Recht des Schutzlandes. Die vormals unterschiedlichen Auffassungen in Europa wurden somit zumindest für den erfassten Teil vereinheitlicht. Früher wurden die Anknüpfungen von Urheberrechtsverletzungen in Europa unterschiedlich beurteilt: Manche Staaten (etwa die Schweiz, Liechtenstein und Italien) unterstellten sie dem Recht des Schutzlandes (lex loci protectionis); Griechenland, Portugal und Rumänien hingegen dem Ursprungsland (lex originis). Die in Deutschland herrschende Meinung unterstellt (Eugen Ulmer folgend) den Anspruch dem Recht des Staates, für dessen Gebiet der Schutz beansprucht wird. Die Gegenansicht (Schack) hält dies mit der naturrechtliche Begründung des Urheberrechts für überholt und will das Urheberrecht einem einheitlichen Statut unterstellen. Dies geht auf den internationalprivatrechtlichen Grundsatz des Schutzes wohlerworbener Rechte zurück.
Dessen ungeachtet sind auch die neuen Regelungen des Art. 8 Abs. 1 Rom II-VO nicht unumstritten. In einem vielbeachteten Projekt der Europäischen Max-Planck-Gruppe für Internationales Privat- und Zivilprozessrecht des geistigen Eigentums (CLIP) wurden Grundregeln des Internationalen Privat- und Zivilprozessrechts des geistigen Eigentums (CLIP-Grundregeln) erarbeitet. Diese gehen über das in Art. 8 Rom II-VO enthaltene Schutzlandprinzip in Internetfällen hinaus. Aufbauend darauf sind in der neueren Forschung auch grundlegend neue Entwürfe für eine umfassende Neukonzeption der Regelungen für das Internationale Urheberrecht vorgeschlagen worden. Mit diesen wird das Internationale Urheberrecht auf Grundlage der Parteieninteressen umfassend neu geregelt.